# Alfons Åkerman
Alfons Åkerman, född 1 maj 1876 i Åbo, död 19 juni 1954 i Helsingfors, var en finländsk ingenjör och scoutledare.
Åkerman var anställd vid en rad industriföretag fram till 1930, varefter han verkade som översättare med tekniska översättningar som specialitet. Han blev dock mest känd som en av scoutrörelsens mest framstående ledare i Finland; bland annat som chef för Finlands svenska scoutbrigad 1919–1925. Han stod i personlig kontakt med rörelsens grundare, lord Baden-Powell. Hans scoutminnen, Brigadis berättar, utkom 1953.